# Lophodermium macci
Lophodermium macci är en svampart som beskrevs av Sokolski & Bérubé 2004. Lophodermium macci ingår i släktet Lophodermium och familjen Rhytismataceae.   Inga underarter finns listade i Catalogue of Life.